# Вахзельдорн
Вахзельдорн (нім. Wachseldorn) — громада  в Швейцарії в кантоні Берн, адміністративний округ Тун.

## Географія
Громада розташована на відстані близько 26 км на південний схід від Берна.
Вахзельдорн має площу 3,5 км², з яких на 5,1% дозволяється будівництво (житлове та будівництво доріг), 69,8% використовуються в сільськогосподарських цілях, 24,9% зайнято лісами, 0,3% не є продуктивними (річки, льодовики або гори).

## Демографія
2019 року в громаді мешкало 233 особи (+2,2% порівняно з 2010 роком), іноземців було 4,3%. Густота населення становила 66 осіб/км².
За віковим діапазоном населення розподілялося таким чином: 21,5% — особи молодші 20 років, 52,8% — особи у віці 20—64 років, 25,8% — особи у віці 65 років та старші. Було 102 помешкань (у середньому 2,3 особи в помешканні).